# Belén (departamento)
Belén é um departamento da Argentina, localizado na província de Catamarca.

## Demografia
Segundo os Censos de 2010, a população do departamento em 2010 era de 27.843 habitantes.
Últimos censos:
- 2001: 25.475 habitantes
- 2010: 27.843 habitantes

## Municípios
O departamento está subdividido em 9 municípios
- Belén
- Corral Quemado
- Hualfín
- Londres
- Pozo de la Piedra
- Puerta de Corral Quemado
- Puerta de San José
- San Fernando
- Villa Vil